# Ultimo, New South Wales
Ultimo este o suburbie în Sydney, Australia.